# Longisquama
Longisquama là một chi bò sát giống thằn lằn đã tuyệt chủng. Chỉ một loài duy nhất, Longisquama insignis, được biết đến từ một bộ xương được bảo tồn kém và nhiều vết hóa thạch không hoàn chỉnh, từ thành hệ Madygen có niên đại từ giữa tới cuối kỷ Trias ở Kyrgyzstan.
Longisquama nghĩa là "vảy dài"; tên loài insignis chỉ kích thước nhỏ của nó. Tiêu bản chuẩn của Longisquama đáng chú ý vì các cấu trúc dài trên lưng nó. Các cấu trúc này được giải thích là một kiểu lông vũ nguyên thủy (theo cách này thì Longisquama là họ hàng của chim), hay một cấu trúc giống lông vũ tiến hóa độc lập.